# ぽんこつポン子
『ぽんこつポン子』（ぽんこつポンこ）は、矢寺圭太による日本の漫画。『ビッグコミックスピリッツ』（小学館）にて2019年17号から2021年25号まで連載された。田舎の山奥に一人暮らす、妻に先立たれた老人・吉岡ゲンジの元にやってきた、家政婦ロボット・ポン子との交流を描く。高足ガニや観光、町おこしなど、沼津市戸田地区が舞台。

## あらすじ
近未来の日本。さびれた海辺の町の山奥で、妻に先立たれ一人で暮らす老人・吉岡の元にある日、家政婦協会から派遣されたメイドロボットがやってくる。吉岡を心配して息子が勝手に頼んだロボットを迷惑に思いながらも、吉岡はロボットにポン子と名前をつけて一緒に暮らすことになる。ポン子はやることなすこと「ぽんこつ」で周りは振り回される。妻を亡くし傷心の吉岡の心はポン子によってだんだんとほぐされ、ポン子は町の人達に受け入れられていく。

## 書誌情報
- 矢寺圭太 『ぽんこつポン子』 小学館 〈ビッグコミックス〉、全10巻
  1. 2019年7月30日発売[4]、ISBN 978-4-09-860356-5
  2. 2019年9月30日発売[5]、ISBN 978-4-09-860403-6
  3. 2019年11月29日発売[6]、ISBN 978-4-09-860485-2
  4. 2020年3月12日発売[7]、ISBN 978-4-09-860546-0
  5. 2020年5月29日発売[8]、ISBN 978-4-09-860615-3
  6. 2020年7月30日発売[9]、ISBN 978-4-09-860677-1
  7. 2020年10月30日発売[10]、ISBN 978-4-09-860709-9
  8. 2020年12月25日発売[11]、ISBN 978-4-09-860784-6
  9. 2021年3月30日発売[12]、ISBN 978-4-09-860868-3
  10. 2021年5月28日発売[13]、ISBN 978-4-09-861043-3